# Správní rada Univerzity Palackého
Správní rada Univerzity Palackého v Olomouci je podle § 14-15 zákona č. 111/1998 Sb. ve znění pozdějších předpisů dozorčím orgánem nad hospodařením univerzity, který má některé exekutivní pravomoci. Vyjadřuje se především k dlouhodobému záměru školy, k rozpočtu, k výročním zprávám o činnosti a hospodaření, k výsledkům hodnocení její činnosti a k dalším věcem, které jí k projednání předloží rektor nebo ministr školství. 

## Členství ve Správní radě UP
Správní rada Up má 15 členů, které po projednání s rektorem UP jmenuje ministr školství. Jsou v ní zastoupeni představitelé veřejného života, územní samosprávy a státní správy, kteří nesmí být zaměstnanci UP. Členství trvá 6 let, obměňuje se vždy po dvou letech jedna třetina členů. Aktuální seznam členů SR UP lze nalézt na stránkách univerzity.
Jejím současným předsedou je Ing. Pavel Prudký, ředitel Finančního úřadu v Olomouci, místopředsedy poslankyně MUDr. Jitka Chalánková a primátor statutárního města Olomouce Martin Novotný.